# Pelmeni

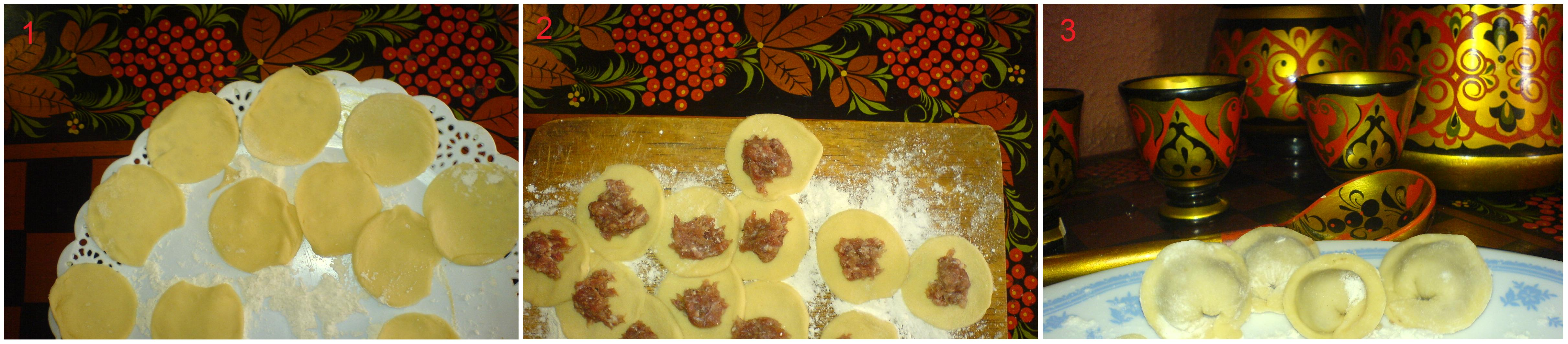
Tillagning av pelmeni.

Pelmeni (alt. pelmener, på ryska пельмени) är en rysk maträtt, liknande ravioli, som består av knyten av deg, fyllda med kött eller ost. Pelmeni serveras oftast med smetana, smör, ättika eller buljong.